# Lärande
Lärande kan definieras som "varje process som hos levande organismer leder till en varaktig kapacitetsförändring som inte bara beror på glömska, biologisk mognad eller åldrande". En av många ansedd bristfällig och väl förenklad förklaring. Lärande innebär väldigt olika saker beroende vem vi är, vad vi har för syften, värderingar och vilket sammanhang vi använder ordet i.
Lärande är dock för de flesta förknippat med undervisning i skolan och även om de flesta lär sig något i skolan så finns det inget automatiskt samband mellan undervisning och lärande. Lärandet är, enligt ovanstående definition, en generell egenskap hos levande organismer. Lärandet är inte heller nödvändigtvis positivt, utan bör mera ses som en anpassning till tillvaron och dess utmaningar. Inom psykologin kan man se hur människor också kan utveckla mycket sofistikerade kunskaper som förr eller senare kan sluta i personlig katastrof för dem själva och även för omgivningen.

## Enkel- och dubbelkretslärande
Lärande kan delas upp i enkel- och dubbelkretslärande. Vid enkelkretslärande tas de mål och värderingar som styr ett beteende för givna. Man ställer inte frågor om moral och etik och antar att det man försöker uppnå är riktigt. Istället strävar man efter att förbättra det beteende man har. Vid dubbelkretslärande ifrågasätter man målen och värderingarna och frågar om det man gör svarar mot de avsikter man har.

### Fotnoter
1. ↑  Illeris & Andersson (2007)
2. ↑  Lärande skola bildning, Lundgren, Säljö, Liberg, Bokförlaget Natur & Kultur, 201, ISBN 978-91-27-11800-3
3. ↑  Jacobsen et al. (2008), s. 383-385